# Михаил Шибанов
Михаил Шибанов (презимето и годината на раждане са неизвестни – ум. след 1789) е руски художник, крепостен селянин. От 1783 е „свободен живописец“. Портретист, основоположник на битовия селски жанр в руското изкуство. За биографията му се знае много малко. По малкото запазени негови картини не може да се проследи развитието на неговото творчество.

## Най-известни произведения
- Селски обяд (1774)
- Празнуване на сватбения договор (1777)
- Портрет на А. Г. Спиридов (1772)
- Портрет на В. С. Попов (1784 – 85)
- Портрет на Екатерина II (1787)
- Портрет на А. М. Дмитриев-Мамонов (1787) и др.

## Картини
- Портрет на Екатерина II
- Портрет на Александър Дмитриев-Мамонов